# Andrej Zenkov
Andrej Anatol'evič Zenkov (in russo Андрей Анатольевич Зенков?; Apatity, 10 novembre 1961) è un ex biatleta sovietico.

## Biografia
In carriera prese parte a un'edizione dei Campionati mondiali, vincendo una medaglia.

## Palmarès

### Mondiali
- 1 medaglia:
  - 1 oro (staffetta a Egg am Etzl/Ruhpolding 1985)

### Coppa del Mondo
- 2 podi (entrambi individuali[1]):
  - 1 vittoria
  - 1 terzo posto

#### Coppa del Mondo - vittorie
| Data            | Località   | Nazione        | Specialità |
| --------------- | ---------- | -------------- | ---------- |
| 22 gennaio 1987 | Ruhpolding | Germania Ovest | IN         |

Legenda:

IN = individuale